# نبرد بکگانگ
نبرد بکگانگ (هانگول:백강 전투) که همچنین در ژاپن به عنوان نبرد هاکوسوکینو (ژاپنی:白村江の戦い)، و در چین به عنوان نبرد بایجیانگ (چینی سنتی:白江口之战) شناخته می‌شود که درسال ۶۶۳ میلادی در پایین دست رودخانه گوم در استان جولا شمالی کنونی کره جنوبی رخ داد. نیروهای شیلا و تانگ یک پیروزی قاطع به دست آوردند و یاماتو را وادار به عقب‌نشینی کامل از امور کره کرد و جنبش بازسازی بکجه را در هم شکست.

## زمینه
در نیمه اول هزاره اول میلادی، شبه‌جزیره کره به سه پادشاهی تقسیم شد - باکجه، دودمان شیلا، و امپراتوری گوگوریو. علی‌رغم اشتراک فرهنگ‌های مشابه و استفاده از زبان‌های قابل فهم متقابل، این سه پادشاهی رقیب بودند و برای چندین قرن یکدیگر را برای سلطه بر شبه جزیره درگیر کردند. گوگوریو علاوه بر رقابت بین کره‌ای، درگیر جنگ‌های مکرر با سلسله‌های چینی (دودمان سوئی و تانگ بود. در حالی که سه پادشاهی کره همیشه دشمن نظامی نبودند، اتحاد آنها اغلب تغییر می‌کرد. یک پادشاهی با یکی از دو کشور دیگر علیه پادشاهی دیگر متحد می‌شود، و (گاهی) با پادشاهی دیگر که قبلاً علیه او جنگیده بود متحد می‌شد. به عنوان مثال، دودمان شیلا و باکجه علیه گوگوریو متحد شدند (همان‌طور که از اواخر دهه ۴۲۰ تا اوایل سال ۵۵۰ بودند)، و بعداً شیلا (یا باکجه) به دیگری خیانت کردند (همان‌طور که در سال ۵۵۳ اتفاق افتاد، وقتی دودمان شیلا کنترل کل حوضه رود هان (کره) را از باکجه به دست خود گرفت. تا سال ۶۶۰، این وضعیت برای حدود ۳–۴ قرن در جریان بود.
شیلا با دودمان تانگ اتحادی مداوم داشت که تقریباً مربوط به قدرت گرفتن تانگ در دهه ۶۲۰ است. تانگ یک سری حملات علیه گوگوریو انجام داد، اما هرگز نتوانست آن را فتح کند. تمام حمله‌های تانگ از شمال بوده است که به جنوب حمله می‌کرد. تانگ تصمیم گرفت که بهترین استراتژی حمله به گوگوریو از جبهه شمالی و جبهه جنوبی همزمان با متحد خود شیلا است. با این حال، برای انجام این کار، آنها (تانگ و شیلا) مجبور شدند باکجه (در آن زمان متحد گوگوریو) را از بین ببرند و پایگاه عملیاتی را در جنوب کره برای جبهه دوم تأمین کنند. کارزار نظامی علیه باکجه از سال ۶۶۰ آغاز شد.
همزمان، شیلا و تانگ به باکجه حمله کردند و هنگامی که پایتخت سابی، آخرین پادشاه باکجه، پادشاه اویجا و بیشتر خاندان سلطنتی را تصرف کردند، آن را عملاً از بین بردند. به زودی پس از آن، مردم باکجه شورش کردند و حاکمیت شیلا و تانگ را در مناطق وسیعی از شمال باکجه برانداختند. ژنرال باکجه گوئیسیل بوکسین تلاش کرد ۴۰ شهرستان از دست رفته را که هنوز تحت شیلا-تانگ بودند، پس بگیرد. وی همچنین شاهزاده بویو پونگ از ژاپن را به کره فراخواند (تعدادی از اعضای خانواده سلطنتی باکجه به عنوان مهمان دولت ژاپن در ژاپن اقامت داشتند)، ۱۰۰ زندانی از دودمان تانگ را به دربار یاماتو فرستاد و درخواست کمک نظامی کرد. ژنرال بوکسین شاهزاده بویو پونگ را به عنوان پادشاه جدید باکجه اعلام کرد. اگرچه نیروهای ترمیم باکجه موفقیت اولیه را در برابر نیروهای تانگ و شیلا به دست آوردند، اما در سال ۶۶۲، آنها دچار مشکل جدی شدند و منطقه کنترل آنها به قلعه چوریو و مجاورت آن محدود شد. با بدتر شدن اوضاع آنها، بویو پونگ، بوکسین را از ترس قیام کشت.
باکجه و یاماتو ژاپن در این زمان متحدان دیرینه ای بودند و خاندان‌های سلطنتی آنها با هم مرتبط بودند. سقوط باکجه در سال ۶۶۰ شوک بزرگی برای دربار سلطنتی یاماتو به وجود آورد.
ولیعهد شاهزاده ناکانواوئه، (بعداً به امپراتور تنجی تبدیل شد)، و امپراتریس سایمئی تصمیم گرفتند یک نیروی اعزامی را به سرپرستی آبه نو هیرافو (阿 倍 比羅夫) برای کمک به نیروهای احیا شده باکجه اعزام کند. این نیروها عمدتاً نیروهای محلی بودند که بیشتر از هونشوی غربی، شیکوکو و به ویژه کیوشو جمع‌آوری شده بودند، اگرچه برخی از جنگجویان نیز از منطقه کانتو و شمال شرقی ژاپن بودند.
امپراتریس سایمئی کمی پس از عزیمت آخرین امواج نیروهای یاماتو به کره در ولایت تسوکوشی درگذشت. ولیعهد (تنجی) بقایای او را به آسوکا برد. تنجی، لباس عزاداری سفید بر تن کرد و محل اقامت خود را به کاخ موقت ناگاتسو در کیوشو قرار داد و به نظارت بر عملیات اعزامی ادامه داد.
حدود اوت ۶۶۱، ۵۰۰۰ سرباز، ۱۷۰ کشتی و ژنرال آبه نو هیرافو همگی وارد قلمرو تحت کنترل نیروهای استقرار مجدد باکجه شدند. نیروهای اضافی ژاپنی، از جمله ۲۷۰۰۰ سرباز به رهبری  «کامیتسوکنو نو کامی واکاکو» (上 毛 野 君 稚子) و ۱۰٬۰۰۰ سرباز به رهبری تایرا نو کامی، نیز در سال ۶۶۲ به کره رسیدند.

## جنگ
در سال ۶۶۳، نیروهای استقرار مجدد باکجه و نیروی دریایی یاماتو با هدف آزادسازی پایتخت، در چوریو که در محاصره نیروهای شیلا بود، در جنوب باکجه تشکیل جلسه دادند. نیروی دریایی یاماتو قرار بود نیروهای زمینی را از طریق رودخانه گوم به چوریو منتقل و محاصره را برطرف کند. با این حال، دودمان تانگ همچنین ۷۰۰۰ سرباز و ۱۷۰ کشتی را برای محاصره نیروهای یاماتو فرستاد.
در ۴ اکتبر ۶۶۳، گارد پیشروی ناوگان ژاپنی سعی کرد به زور خود را وارد منطقه کند، اما کشتی‌های تانگ محکم ایستادند، حملات را دفع کردند و صفوف منظم را حفظ کردند.
در ۵ اکتبر ۶۶۳، دومین روز نبرد، ورود نیروهای کمکی ژاپنی باعث شد نیروهای آنها چندین برابر بزرگتر از ناوگان تانگ باشد که علیه آنها جمع شده بودند. با این حال، رودخانه به اندازه کافی باریک بود که ناوگان تانگ می‌توانست جلوی خود را بپوشاند و از جناحین نیز محافظت کند به شرطی که خطوط جنگی خود را حفظ کنند. ژاپنی‌ها از برتری عددی خود اطمینان داشتند و در طول روز حداقل سه بار به ناوگان تانگ حمله کردند، اما تانگ‌ها در برابر هر حمله جنگیدند. در اواخر روز، ژاپنی‌ها خسته شدند و ناوگان آنها با تلاش مکرر برای عبور از خطوط تانگ انسجام خود را از دست دادند. ناوگان تانگ با حس لحظه مناسب، نیروی ذخیره خود را جابجا کرده و ضد حمله کرد و دو جناح چپ و راست ژاپنی‌ها را شکست، ناوگان آنها را محاصره کرد تا نتوانند حرکت و عقب‌نشینی کنند. بسیاری از ژاپنی‌ها در آب افتادند و غرق شدند و بسیاری از کشتی‌های آنها سوخته و غرق شدند. ژنرال اچی نو تاکوتسو پس از ضرب و شتم و کشتن بیش از دوازده مرد، کشته شد.
منابع ژاپنی، کره ای و چینی همه به تلفات سنگین ژاپن اشاره دارند. طبق گفته‌های نیهون‌شوکی، ۴۰۰ کشتی ژاپنی در این جنگ از دست رفتند. منابع چینی ادعای ۱۰ هزار مرگ ژاپنی دارند.
مشارکت شیلا در نبرد شامل نیروهای سواره ای بود که نیروهای زمینی استقرار مجدد باکجه را که از نیروی دریایی یاماتو در حاشیه رودخانه پشتیبانی می‌کردند، شکست دادند. مشخص نیست که این اتفاق قبل یا در طول زمانی که نیروی دریایی ژاپن برای نبرد با کشتی‌های تانگ رفته بود رخ داده است یا نه.
در ۱۳ اکتبر ۶۶۳، بدون سربازان یاماتو برای رفع محاصره، قلعه چوریو تسلیم نیروهای شیلا و تانگ شد. بویو پونگ سوار قایقی شد و با چند پیرو به سمت گوگوریو فرار کرد.

## عواقب
نبرد باک گانگ بزرگ‌ترین شکست ژاپن در تاریخ پیشامدرن خود بود. ضرر و زیان ژاپن بسیار زیاد بود. ژاپن همچنین متحد اصلی خود را در قاره شرق آسیا، باکجه و همچنین ارتباط مستقیم با فناوری و فرهنگ قاره از دست داد. دربار یاماتو به دلیل مقیاس و شدت شکست از حمله هر دو دودمان تانگ یا شیلا ترسید. در پاسخ، آنها شبکه عظیمی از استحکامات ساحلی و قلعه‌های به سبک کره‌ای در ژاپن را در بقیه سده ۶۰۰ ایجاد کردند. در سال ۶۶۴، دربار یاماتو در جزیره تسوشیما، جزیره ایکی و شمال کیوشو نگهبانان مرزی ایجاد کرد. همچنین، خاکریزهایی که آب را ذخیره می‌کردند، در اطراف قلعه‌های کیوشو ساخته شده بود که در مجموع «قلعه‌های آب» نامیده می‌شدند. در سال ۶۶۵، دربار یاماتو ژنرال‌ها و صنعتگران باکجه را برای احداث بارو/دژ در ولایت ناگاتو و دو بارو در کیوشو فرستاد. در سال ۶۶۷، بارویی در منطقه یاماتو، دیگری در سانوکی و دیگری در جزیره تسوشیما احداث شد. ژاپنی‌ها که از آغاز جنگ شیلا-تانگ (۶۷۶–۶۷۰) غافل بودند، پس از اینکه فهمیدند که شیلا دیگر با دودمان تانگ دوست و متحد نیست، تا سال ۷۰۱ به ساخت استحکامات ادامه دادند.
برای باکجه، این نبرد ضربه نهایی بود که به هرگونه امید به احیای پادشاهی پایان داد. بسیاری از افراد باکجه به گوگوریو یا ژاپن گریختند. افراد سلطنتی باکجه که به ژاپن فرار کرده بود، در دربار یاماتو از همان درجات و عناوین برخوردار شده و به پناهندگان غیر سلطنتی باکجه نیز حق تابعیت یا صنعتگر ویژه تعلق می‌گرفت.
این پیروزی به دودمان تانگ امکان کنترل همه سرزمین‌های سابق باکجه در کره و پایگاه امن در جنوب غربی کره را داد تا با متحد خود شیلا حمله دو جانبه ای به گوگوریو انجام دهد. جبهه متحد شیلا - تانگ ابتدا در سال ۶۶۱ حملات خود را به سمت گوگوریو از جنوب آغاز کرد و سرانجام در سال ۶۶۸ پایتخت گوگوریو در پیونگ یانگ سقوط کرد.